# Nareda serpentina
Nareda serpentina är en djurart som tillhör fylumet slemmaskar, och som beskrevs av William Stimpson 1855. Nareda serpentina ingår i släktet Nareda, fylumet slemmaskar och riket djur. Inga underarter finns listade i Catalogue of Life.